# Ángel Pardo (actor)
Ángel Pardo (Madrid; 2 de abril de 1957) es un actor español. Se hizo famoso entre el gran público por sus interpretaciones de Chencho y Rusti en las series de Farmacia de guardia y Hospital Central respectivamente, aunque lleva actuando en cine y teatro desde mediados de los años 1970.

## Filmografía
- Cómo están ustedes (1975)
- La Corea (1976)
- Los placeres ocultos (1977)
- El diputado (1978)
- Quasimodo va al fanático (1985)
- Terroristas (1987)
- El Lute II: mañana seré libre (1988)
- Sin vergüenza (2001)
- Sueño de una mujer despierta (2003)

## Televisión
- Página de sucesos. Televisión Española.
- El pájaro en la tormenta. Televisión Española.
- Farmacia de guardia. Atresmedia Televisión.
- Vida y Sainete. Televisión Española.
- Hostal Royal Manzanares. Televisión Española.
- Hermanas. Mediaset España.
- Ada Madrina. Atresmedia Televisión.
- Línea Roja. Mediaset España.
- Hospital Central (serie de televisión). Mediaset España.
  - Isidro Gálvez "Rusti" (Ángel Pardo, Episodios 1-153, capítulos especiales 200 y 283)
- Calígula. Televisión Española.
- Profesor en La Habana. Federación de Organismos de Radio y Televisión Autonómicos.
- Amar en tiempos revueltos. Televisión Española.
- Centro Médico. Televisión Española.
- La noche más larga. Netflix
- Sueños de libertad. Antena 3

## Teatro
- El eunuco
- Decíamos ayer
- Después de la lluvia (1996)
- Algo especial
- Los españoles bajo tierra
- Tú y yo somos tres
- La coartada
- Mala Yerba
- Alesio
- El Público
- Madre Coraje
- La celestina
- El rey ciervo
- Aquí no paga nadie (2005)
- Las cartas boca abajo
- La lozana andaluza
- Equus
- Mentiras, incienso y mirra (2008)
- Historias de un karaoke (2010)
- Miles gloriosus